# Leeuwarden
Leeuwarden ( [leːwardə])) (frízül Ljouwert, stadsfries nyelven Liwwadden) város és alapfokú közigazgatási egység, azaz község Hollandia északi részén, a tizenegy történelmi fríz város egyike, Frízföld tartomány székhelye. Közigazgatásilag tíz szomszédos falu tartozik hozzá: Goutum, Hempens, Lekkum, Miedum, Snakkerburen, Stiens, Swichum, Teerns, Wirdum és Wytgaard. Lakosainak száma 93 765 fő (2021. január 1.).

## Története
Leeuwarden területe a 10. század óta lakott volt, sőt nemrég a 2. században épült házak romjai is előkerültek. 1435-ben kapott városi rangot. A középkorban fontos kereskedelmi központ volt, hiszen a Middelzee nevű öböl partján feküdt, ez azonban a 15. században kiszáradt, így a város is veszített jelentőségéből. 1901-ben a lakossága 32 203 fő volt.
A második világháborúban a német hadsereg megszállta a várost. 1945. április 15-én szabadította fel a kanadai páncélos sereg, a határozott parancs ellenére megostromolták az erősen védett várost és legyőzték a németeket, majd másnapra kiszorították őket.

## Nevezetességei
A belváros ismertebb épületei a Kanselarij (az egykori kancellária), a Waag (régi kereskedelmi központ), a Szent Bonifác templom és az Oldehove nevű ferde torony. Már a modern kort idézi az Achmea toronyház (egy biztosítótársaság székháza), ami a város legmagasabb épülete.
Leeuwarden ad otthont az ország legnagyobb marhavásárának, áldozócsütörtökön pedig Hollandia legnagyobb virágpiacát tartják itt. Ugyancsak itt rendezték meg minden év novemberében a Dominó Napot.

## Oktatás
Leeuwardenben több neves technikum van (hollandul HBO), mint a Van Hall Instituut (mezőgazdasági és biológiai), a Christelijke Hogeschool Nederland, új nevén Stenden University (gazdasági és oktatási) és a Noordelijke Hogeschool Leeuwarden (minden fontosabb szakággal foglalkozó). A város két regionális szakiskolának is otthont ad, a Friese Poortnak és a Friesland College-nek.
A Fryske Akademy székhelye a városban van.
Bár saját egyeteme nincs a városnak, a wageningeni és a groningeni egyetemnek, valamint a Twente Egyetemnek is van itt kihelyezett tagozata. A szakiskolákban mintegy 16 ezer diák tanul, köztük egyre több külföldi.

## Sport
Leeuwardenben indul és ér véget az Elfstedentocht nevű gyorskorcsolya-verseny, ami a tizenegy fríz várost érintve 200 km hosszan vezet. A versenyt csak akkor tartják meg, ha a csatornák befagynak, legutóbb 1997-ben, azelőtt 1985-ben és 1986-ban. A városi futballcsapat, a Cambuur Leeuwarden a holland futball-liga első osztályából a 2008/2009-es szezonban esett ki. Stadionja 1995-ben nyílt meg.

## Híres emberek
- IV. Vilmos orániai herceg, kormányzó
- Maurits Cornelis Escher festő
- Mata Hari táncosnő, kém
- Robin Paul Weijers, a Domino Day a kiötlője
- Joost Klein, rapper, előadó, Hollandia indulója a 2024-es Eurovíziós Dalfesztiválon